# 三重県道117号多度長島線
三重県道117号多度長島線（みえけんどう117ごう たどながしません）は、三重県桑名市を通る一般県道である。

## 概要
桑名市多度町香取から桑名市長島町小島に至る。
2009年（平成21年）現在、桑名市今島と同市長島町下坂手の間が未開通である。

### 路線データ
- 起点：桑名市多度町香取（香取南交差点、国道258号交点、三重県道26号四日市多度線終点）
- 終点：桑名市長島町小島（長島IC前交差点、三重県道7号水郷公園線交点、愛知県道・三重県道168号立田長島インター線終点、東名阪自動車道 長島IC）
- 総延長：6,652 m
- 未開通区間：桑名市今島 - 桑名市長島町下坂手

上記の区間には木曽三川の揖斐川と長良川が流れているが、橋梁は設置されておらず、船舶の航路設定などもないので往来できない。

## 歴史
- 1972年（昭和47年）12月1日 - 路線認定[1]。

## 路線状況

### 道路施設

#### 橋梁
- 中須橋（肱江川、桑名市）

## 地理

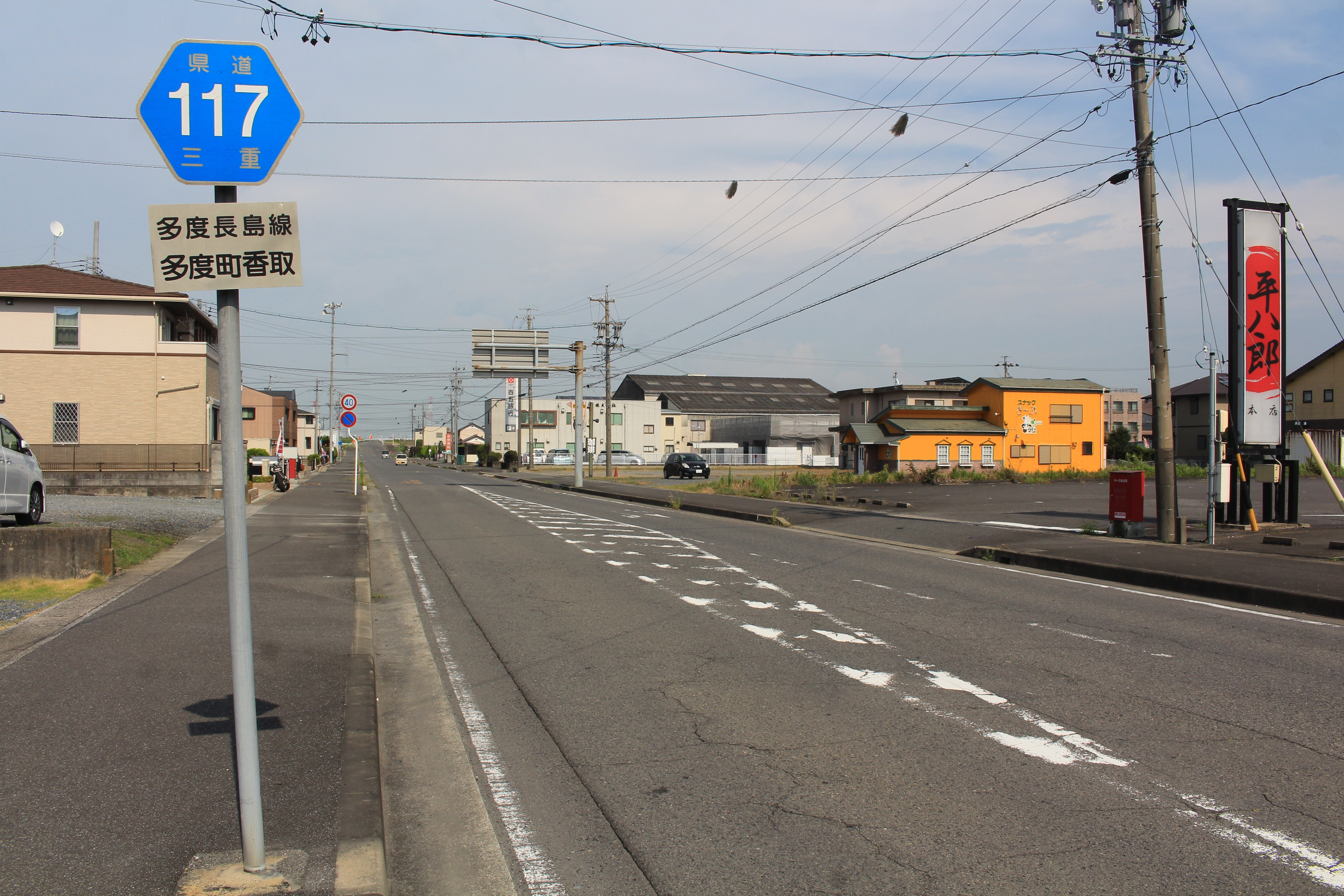
起点付近、桑名市多度町香取

### * 通過する自治体
- 三重県
  - 桑名市

### 交差する道路
| 交差する道路                                                                       | 交差する場所 | 交差する場所                    |
| ---------------------------------------------------------------------------------- | ------------ | ------------------------------- |
| 国道258号 / 大桑国道 三重県道26号四日市多度線                                      | 多度町香取   | 香取南交差点 / 起点             |
| 三重県道・岐阜県道106号桑名海津線未供用                                            | 長島町下坂手 |                                 |
| E23 東名阪自動車道 三重県道7号水郷公園線 愛知県道・三重県道168号立田長島インター線 | 長島町小島   | 長島IC前交差点 / 終点 27 長島IC |

### 沿線
- 百五銀行桑名支店多度出張所
- 揖斐川
- 長良川
- 桑名市立長島北部小学校